# Mesitol
Mesitol, de triviale naam voor 2,4,6-trimethylfenol, is een organische verbinding met als brutoformule C9H12O. Het is een fenolderivaat, maar kan ook beschouwd worden als mesityleen waarop een hydroxylgroep is aangebracht. De zuivere stof komt voor als een wit en corrosief kristallijn poeder, dat slecht oplosbaar is in water.

## Synthese
Mesitol wordt bereid door de katalytische alkylering van fenol met een overmaat methanol. Deze reactie gaat door in de gasfase bij ongeveer 450°C.

## Toepassingen
Mesitol wordt gebruikt als monomeer voor polyfenyleenethers. Het kan selectief gedealkyleerd worden tot 2,6-xylenol, hetgeen eveneens een monomeer is voor polyfenyleenethers.
Mesitol kan katalytisch geoxideerd worden tot mesitylchinol (4-hydroxy-2,4,6-trimethylcyclohexa-2,5-dien-1-on), dat een antioxidant is en tevens een precursor van vitamine E.